# Halowy Puchar Polski Strongman 2010

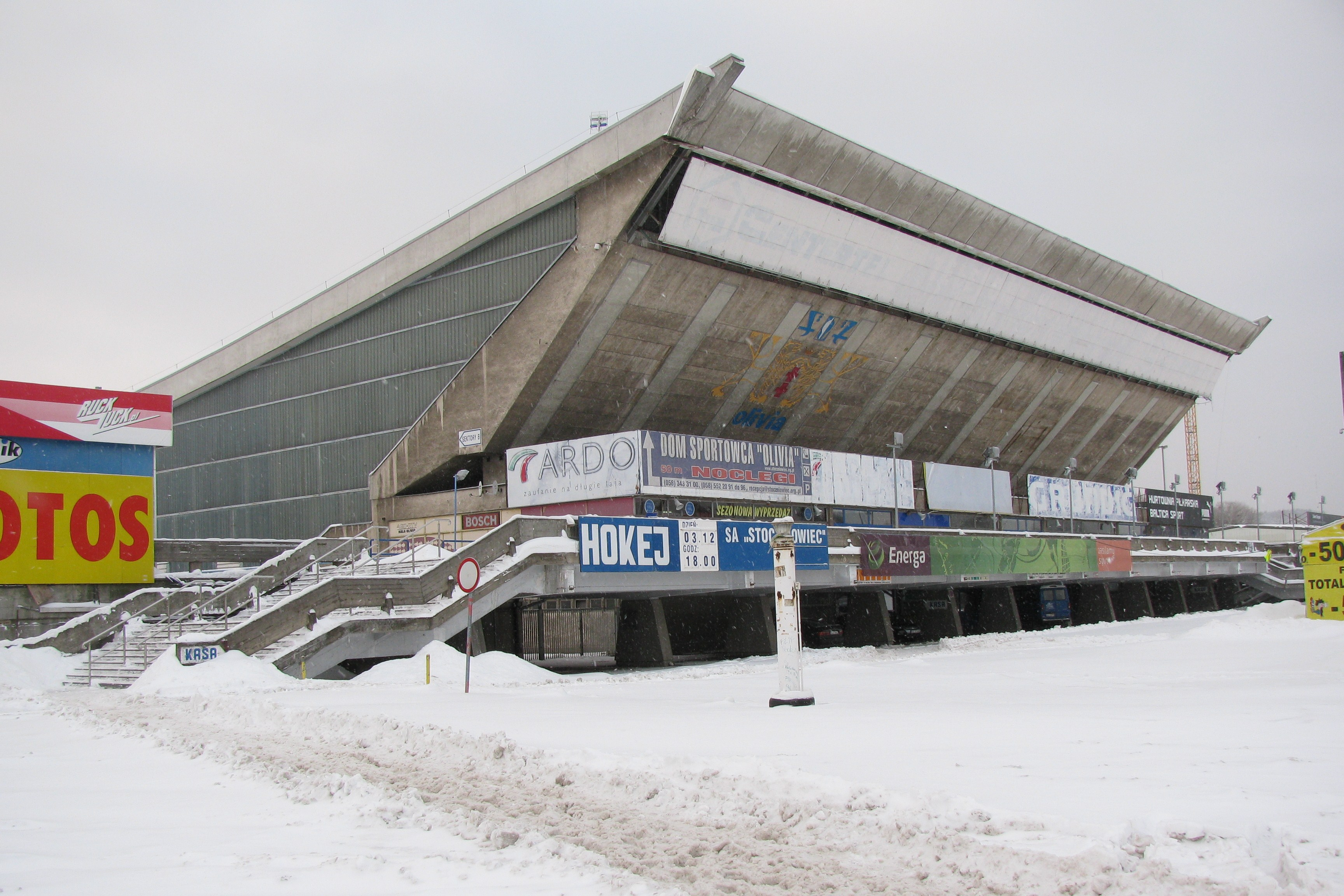
Hala Olivia, w której odbyły się zawody

Halowy Puchar Polski Strongman 2010 – indywidualne zawody polskich siłaczy.
Data: 6 marca 2010 r.

Miejsce: Hala Olivia, Gdańsk  Polska

WYNIKI ZAWODÓW:
| Miejsce | Zawodnik              | Punkty |
| ------- | --------------------- | ------ |
| 1.      | Mariusz Pudzianowski  | 43     |
| 2.      | Sławomir Orzeł        | 32,5   |
| 3.      | Krzysztof Radzikowski | 32     |
| 4.      | Krzysztof Schabowski  | 29,5   |
| 5.      | Sławomir Toczek       | 26     |
| 6.      | Mateusz Baron         | 26     |
| 7.      | Robert Kalinowski     | 13     |
| 8.      | Lubomir Libacki       | 13     |